# Velekete slavmarknad

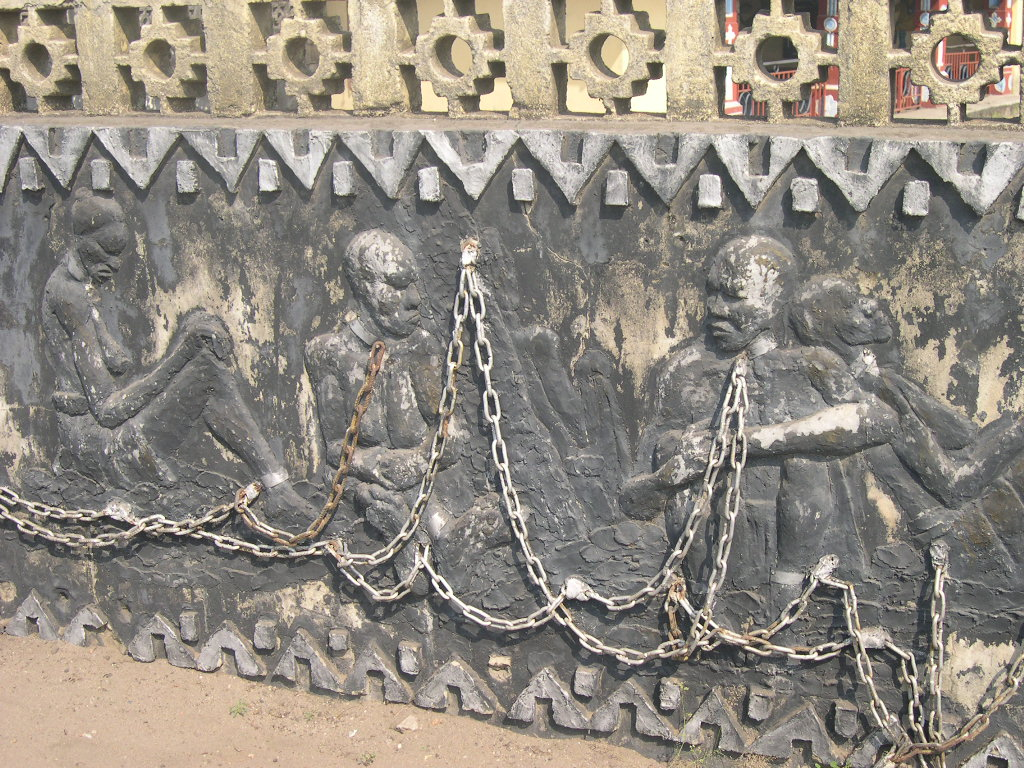
Velekete slavmarknad, Badagry

Velekete slavmarknad är en marknadsplats i Badagry i Lagos i Nigeria. Den har fått sitt namn efter Vlekete, havets och vindens gudinna i den lokala inhemska religionen. 
Marknadsplatsen är känd från 1502. Den är historiskt berömd för den roll den spelade i den transatlantiska slavhandeln, då det var en plats dit afrikanska slavhandlare förde sina fångar för att sälja till europeiska slavhandlare, och var under en tid en av de största slavmarknaderna i Västafrika.